# Joan-Pau Verdier
Pour les articles homonymes, voir Verdier.
Joan-Pau Verdier en occitan, ou Jean-Paul Verdier en français, est un chanteur français né le 1er février 1947 à Périgueux (Dordogne) et mort le 21 juin 2020 à Brive-la-Gaillarde (Corrèze).
Défenseur de la culture occitane, il a commencé par enregistrer en dialecte limousin et en français dès le début de sa carrière. Habitant depuis 20 ans en Sarladais, il chante plutôt en dialecte nord-languedocien, surtout sur les albums Léo en òc et « Paratge », inclus dans le livreTrobadors.
Il a été étudiant à la faculté de lettres de Bordeaux. Militant occitaniste et libertaire, il a été un des principaux artisans de la création de la Fédération anarchiste-communiste d'Occitanie (FACO) avec Guy Malouvier en 1969.

## Carrière
(juillet 2020).
- Si vous ne connaissez pas le sujet, laissez ce bandeau (vous pouvez alors contacter les auteurs).
- Si vous supprimez le contenu mis en cause (vous pouvez préalablement contacter les auteurs),

argumentez précisément cette suppression dans la page de discussion
(un manque de référence n'est pas un argument ; une recherche réelle de référence doit avoir été effectuée, être formellement documentée).
Joan-Pau Verdier commence à chanter à l'Onyx à Bordeaux puis dans les cabarets à Paris et enregistre d'abord un 45 tours Desemplumat (Désemplumé), suivi d'un 33 tours intitulé Occitania sempre (Occitanie toujours), en 1973. D'abord essentiellement folk, sur des textes en occitan, la musique de Joan-Pau Verdier va évoluer vers le rock dès la fin de l'année 1973.

### Musicien libertaire
Joan-Pau Verdier est guitariste. Il joue les parties de deuxième guitare sur tous ses albums, rythmiques et/ou arpèges, alors que celles de première guitare et les solos sont joués par les musiciens dont il s'entoure. C'est cette formule qu'il adopte dès novembre 1973, en enregistrant l'album L'Exil, 33 tours dans lequel il compose une chanson dédiée à son « aîné » Léo Ferré (Maledetto, Léo !)
Libertaire, Joan-Pau Verdier voue une grande admiration pour Léo Ferré : en 1975, il traduit en occitan sa chanson « Ni Dieu ni Maître », qui devient alors « Ni Diu ni mestre » dans l'album Faits divers. Pour ce disque, il s'entoure du groupe Orphéon composé, entre autres, du guitariste Christian « Basile » Leroux, musicien d'Yves Simon et qui sera, plus tard, guitariste de Jacques Higelin et Michel Jonasz, entre autres.
Verdier et Ferré se rencontreront à de multiples reprises, lors de concerts, d'émissions de télévision ou de radio.
Dans les deux années qui suivent l'album Faits divers, Joan-Pau Verdier travaille avec divers musiciens de studio. C'est en 1977, avec l'album-concept rock, Tabou le chat, que son groupe de musiciens devient homogène, avec notamment Alain Markusfeld à la guitare, ainsi que Didier Alexandre (basse) et Jean-François Leroi (batterie).
Après la tournée qui suit la sortie de cet album, Alain Markusfeld quitte le groupe et est remplacé par Pierre Fanen, guitariste entre autres, du groupe Zoo, d'Eddy Mitchell et de Jean-Jacques Milteau. Pierre Fanen restera aux côtés de Verdier jusqu'au début des années 1980.
En 1983, c'est la rupture avec sa maison de disques d'origine, Philips.
Après un disque 4 titres sur des textes du poète corrézien Maurice Croze, en 1986, Verdier travaille surtout avec Francis « Félix» Blanchard (ex Malicorne et Bernard Lavilliers), jusqu'en 1993, sur plusieurs albums.
En 1987 parait "cinquième saison" avec Francis Félix Blanchard (claviers, piano), Mick Martin (guitare électrique), Odile Moniot (chant)
En 1989 il crée éphémèrement le groupe Bigaròc avec les membres de Peiraguda, groupe qui chante en occitan et le groupe Blues Jean Rebel.
En 1991 il enregistre en public "Pirouettes" à la chapelle de la Visitation à Périgueux avec Francis Félix Blanchard (claviers), Patrick Descamps (basse accordéon) Didier Berguin (Guitares, harmonica), Roselyne Crépin (chant)  
En 1996, il enregistre un album consacré à Léo Ferré " la mémoire et Ferré" qui reste inédit, faute de trouver un distributeur.
Après Léo Ferré, ce sera au tour de Georges Brassens d'être interprété par Joan-Pau Verdier, dans un album intitulé Verdier, Bonnefon, Salinié chantent Brassens, suivi d'un deuxième volume, deux ans plus tard.
Joan-Pau Verdier, bien que se réclamant de la culture occitane, s'est toujours opposé aux « occitanistes » et aux folkloristes. Sa musique fait preuve d'un éclectisme flagrant : rock, blues, jazz-rock, tango, folk. Il a donné toutes les couleurs musicales à ses chansons, qu'elles soient en français ou en occitan.

### Chanson occitane
Figure phare de la renaissance de la chanson occitane dans les années 1970, Joan-Pau Verdier est le premier de sa génération à avoir signé chez une major parisienne (ce qui lui fut reproché, à l'époque, par une partie du milieu occitaniste). Toujours très actif dans l'univers musical occitan, il anime également une émission de radio en occitan sur France Bleu Périgord, en compagnie de Martial Peyrouny, ainsi que diverses chroniques consacrées à la langue occitane. Ses derniers travaux musicaux se sont surtout centrés sur l'adaptation en occitan de l'œuvre de Léo Ferré, dont il a aussi traduit plusieurs chansons en langue limousine.
Il a écrit la bande originale du film en occitan Histoire d'Adrien, de Jean-Pierre Denis.
Le conseil général de Dordogne organise des concerts gratuits de Joan-Pau Verdier pour promouvoir la langue occitane. Ces prestations et son activité sont diffusées sur les ondes de France Bleu Périgord.

### Décès
Joan-Pau Verdier meurt le 21 juin 2020 à Brive-la-Gaillarde et il est inhumé à Chancelade,,

### Postérité
Prix Joan-Pau Verdier
Peu après le décès de Joan-Pau Verdier, l'agence de promotion de musique occitane Virasorelh crée un prix de chanson occitane du nom de Joan-Pau Verdier afin de lui rendre hommage. Le palmarès de la première édition (2020) a récompensé Christian Almerge pour sa chanson Ma Tèrra occitana.

## Discographie

### Albums
- 1973 : Occitània sempre
- 1974 : L'Exil
- 1975 : Faits divers
- 1976 : Vivre
- 1977 : Tabou-le-Chat
- 1978 : Le Nuage dans la tête
- 1979 : Le Chantepleure
- 1987 : 5e saison
- 1990 : Bigaroc : Le Chant du sud
- 1992 : Pirouettes (en public)
- 1993 : Vint ans aprèp[7]
- 2001 : Léo, domani
- 2002 : Verdier, Bonnefon, Salinié chantent Brassens
- 2006 : Verdier, Bonnefon, Salinié chantent Brassens, volume 2
- 2007 : Léo en òc[8]
- 2009 : Trobadors[9]
- 2010 : Les Rêves gigognes- l'Yeuse productions

### 45 tours
- 1974 : Veiqui l'Occitan (version française et version occitane)
- 1974 : Dança liura / Couleurs
- 1979 : Apollinaire-street / Circus-folie
- 1981 : B.O.F. Histoire d'Adrien (de Jean-Pierre Denis) : Ballade d’Adrien (version instrumentale et version chantée)
- 1981 : Vieillir auprès de toi (Anak) / Beleù (Peut-être)
- 1982 : Machita / Ailleurs c’est toujours plus beau
- 1983 : Plus rien à perdre / Jessica
- 1986 : Chante Croze - Chante souvenir : Rue Tournemire / La Dordogne / Mes collines bleues / Les pierres de la liberté

### Compilations
- 1993 : Les grandes chansons (20 titres de 1973 à 1978)

## Hommages
En mai 2023, la station de radio France Bleu Périgord a baptisé un de ses studios du nom de Joan-Pau Verdier. Une plaque représentant sa tête, réalisée par l'artiste José Correa, y a été apposée.